# Districtul Pran Buri
Pran Buri (în thailandeză ปราณบุรี) este un district (Amphoe) din provincia Prachuap Khiri Khan, Thailanda, cu o populație de 73.634 de locuitori și o suprafață de 765,4 km².

## Componență
Districtul este subdivizat în 6 subdistricte (tambon), care sunt subdivizate în 44 de sate (muban).
| Nr. | Nume         | În thailandeză | Sate | Locuitori |
| --- | ------------ | -------------- | ---- | --------- |
| 1.  | Pran Buri    | ปราณบุรี         | 7    | 6,589     |
| 2.  | Khao Noi     | เขาน้อย         | 8    | 29,798    |
| 4.  | Pak Nam Pran | ปากน้ำปราณ      | 5    | 13,371    |
| 7.  | Nong Ta Taem | หนองตาแต้ม      | 11   | 11,661    |
| 8.  | Wang Phong   | วังก์พง          | 7    | 10,011    |
| 9.  | Khao Chao    | เขาจ้าว         | 6    | 2,204     |

Numerele lipsă sunt subdistricte (tambon) care acum formează Sam Roi Yot district.